# Île Puen
L’île Puen est une îlot de Nouvelle-Calédonie appartenant administrativement à Boulouparis.